# Montagne di Barberton Makhonjwa
I Monti Barbeton Makhonjwa sono una catena montuosa-collinare, situata nel nord-est del Sudafrica.
I Monti Barberton Makhonjwa comprendono il 40% della Cintura di Barberton Greenstone, una delle strutture geologiche più antiche del mondo. 
Il patrimonio rappresenta la successione meglio conservata di rocce vulcaniche e sedimentarie che risalgono da 3,6 a 3,25 miliardi di anni e costituisce un archivio diversificato di informazioni sulle condizioni della superficie, gli impatti dei meteoriti, il vulcanismo, i processi di costruzione dei continenti e l'ambiente delle forme di vita. Per questo, nel 2018 i Monti Barbeton Makhonjwa sono entrati a far parte dei Patrimoni dell'umanità in Sudafrica dell'UNESCO.